# Trimbak
Trimbak è una città dell'India di 9 804 abitanti, situata nel distretto di Nashik, nello stato federato del Maharashtra. In base al numero di abitanti la città rientra nella classe V (da 5 000 a 9 999 persone).

## Geografia fisica
La città è situata a 19° 55' 60 N e 73° 32' 60 E e ha un'altitudine di 719 m s.l.m.

## Società

### Evoluzione demografica
Al censimento del 2001 la popolazione di Trimbak assommava a 9 804 persone, delle quali 5 125 maschi e 4 679 femmine. I bambini di età inferiore o uguale ai sei anni assommavano a 1 340, dei quali 703 maschi e 637 femmine. Infine, coloro che erano in grado di saper almeno leggere e scrivere erano 7 146, dei quali 4 083 maschi e 3 063 femmine.